# Alberto Ghimenti
Alberto Ghimenti (Santa Croce sull'Arno, 1963) è un allenatore di calcio italiano.

## Carriera

### Giocatore
Da calciatore ha vestito le maglie di Cuoiopelli, Pietrasanta, Pescia, Vinci e San Romano.

### Allenatore
Inizia la carriera da allenatore nelle giovanili della Lucchese, guidando in seguito gli Allievi della Cuoipelli, l'Agliana femminile (dove subentra a Padula e conclude la stagione 1996-1997 con la vittoria della Coppa Italia ed arriva quinto in Serie A femminile), il Quarrata (quattordicesimo posto in classifica in Promozione nella stagione 1997-1998, con retrocessione in Prima Categoria) ed il Seano. Nella stagione 1998-1999 allena il Pisa femminile, con cui conclude il campionato di Serie A con un ottavo posto in classifica.
Nel 2001 diventa allenatore della Juniores del Montecatini, che il 10 ottobre 2001 lo promuove alla guida della prima squadra al posto dell'esonerato Luciano Menconi. Ghimenti allena quindi la squadra toscana nel campionato di Eccellenza, che termina con un sedicesimo (ed ultimo) posto in classifica, con conseguente retrocessione in Promozione. Nel 2003 diventa tecnico del Jolly Montemurlo, dimettendosi però dall'incarico il 7 novembre 2003 dopo 10 partite di campionato, nelle quali la squadra biancorossa aveva conquistato 12 punti trovandosi al nono posto in classifica nell'Eccellenza Toscana.
Nella stagione 2006-2007 allena nuovamente l'Agliana femminile, in Serie A; termina il campionato di massima serie al nono posto in classifica, con 24 punti in 20 partite, centrando quindi la salvezza.

## Palmarès

### Allenatore

#### Competizioni nazionali
- Coppa Italia (calcio femminile): 1

Agliana: 1996-1997